# Gouverneur (New York)
Ne doit pas être confondu avec Gouverneur (village, New York).
Gouverneur est une ville située dans le comté de Saint Lawrence, dans l'État de New York. Au recensement de 2000, la ville avait une population totale de 7 418 habitants.  La ville est baptisée du nom de l'homme d'État et du propriétaire foncier Gouverneur Morris.
La ville de Gouverneur a un village appelé Gouverneur.

## Histoire
La région a été colonisée la première fois autour de 1805. La ville de Gouverneur a été formée en 1810 de la ville précédente de Cambria.

## Géographie
La rivière Oswegatchie traverse la ville. 
Selon le Bureau du recensement des États-Unis, la ville a une superficie totale de 187,6 km² dont 185,3 km² est constitué par la terre ferme et les 2,3 km² restants par l'eau. L'eau représente 1,24 % de la superficie.